# Háje (Hřiměždice)
Háje jsou vesnice, část obce Hřiměždice v okrese Příbram ve Středočeském kraji. Nachází se asi dva kilometry severozápadně od Hřiměždic. Je zde evidováno 58 adres. V roce 2011 zde trvale žilo 34 obyvatel.
Háje leží v katastrálním území Hřiměždice o výměře 6,79 km².

## Historie
První písemná zmínka o vesnici pochází z roku 1788.
Od roku 1850 jsou Háje součástí obce Hřiměždice.

## Obyvatelstvo
| Rok            | 1869 | 1880 | 1890 | 1900 | 1910 | 1921 | 1930 | 1950 | 1961 | 1970 | 1980 | 1991 | 2001 | 2011 | 2021 |
| -------------- | ---- | ---- | ---- | ---- | ---- | ---- | ---- | ---- | ---- | ---- | ---- | ---- | ---- | ---- | ---- |
| Počet obyvatel | 129  | 118  | 122  | 101  | 87   | 70   | 69   | 61   | 66   | 50   | 33   | 27   | 31   | 34   | 33   |
| Počet domů     | 16   | 19   | 19   | 18   | 18   | 18   | 18   | 19   | 19   | 14   | 12   | 19   | 19   | 20   | 20   |

## Další fotografie

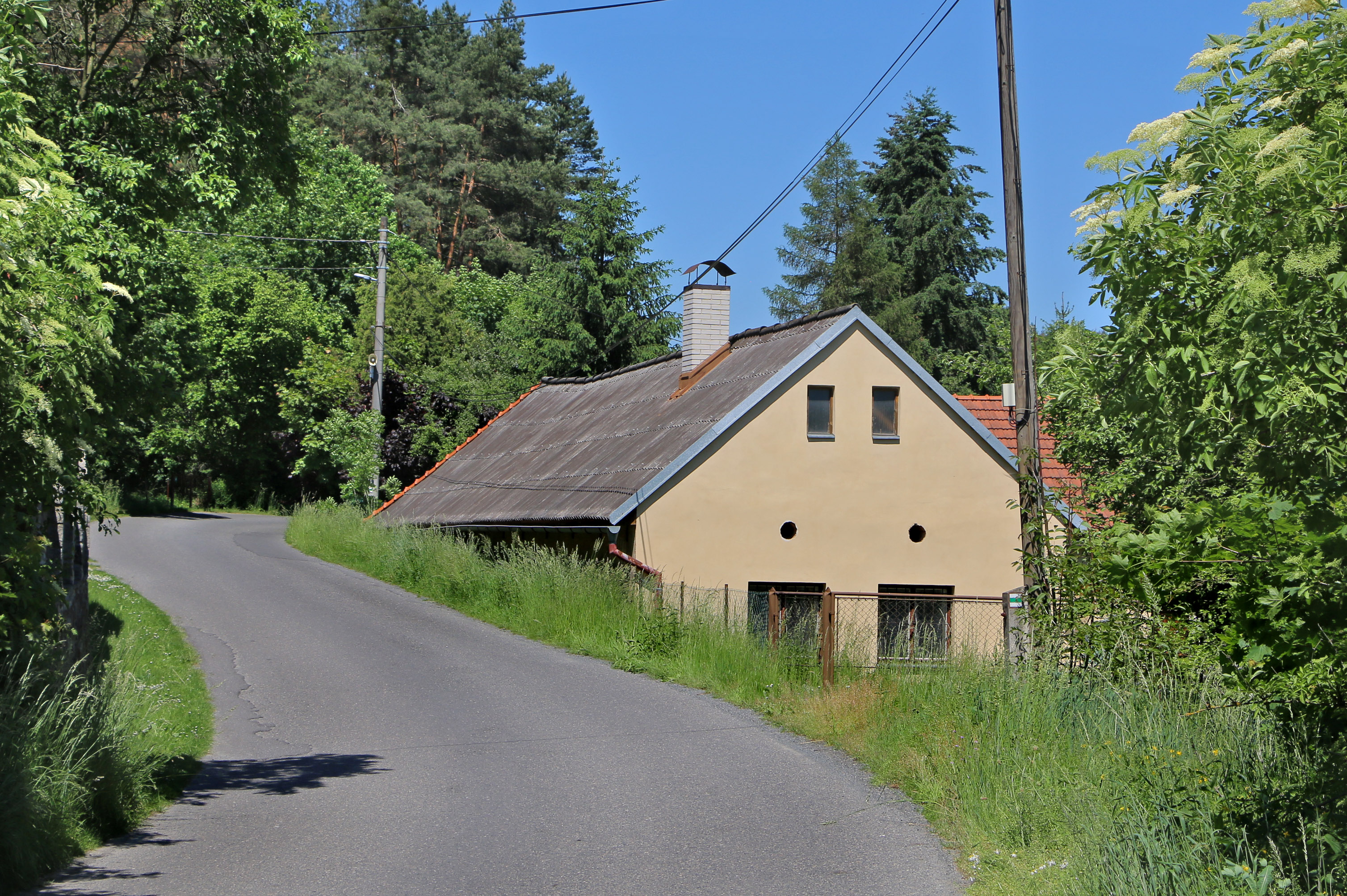
Dům čp. 19
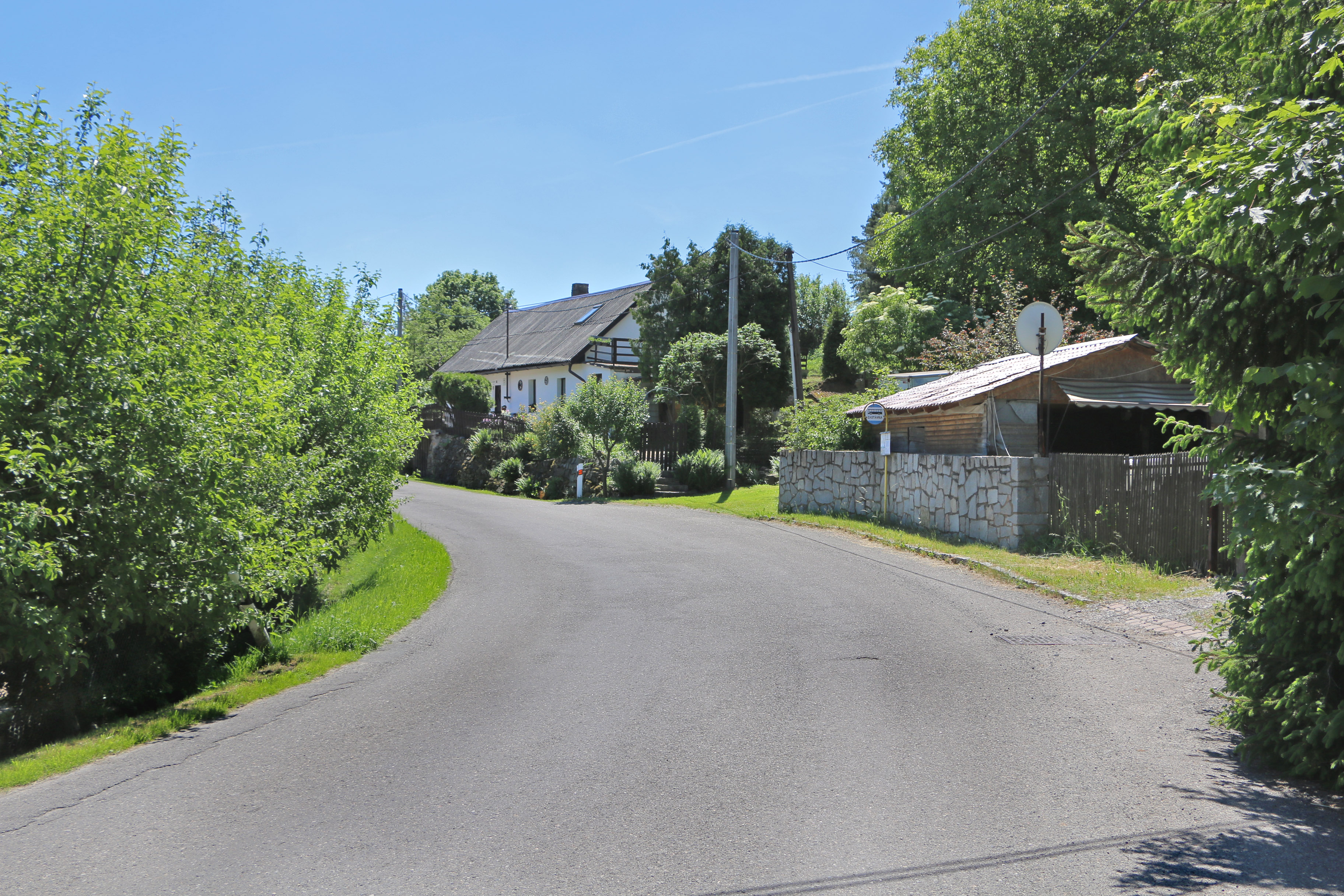
Střed vesnice
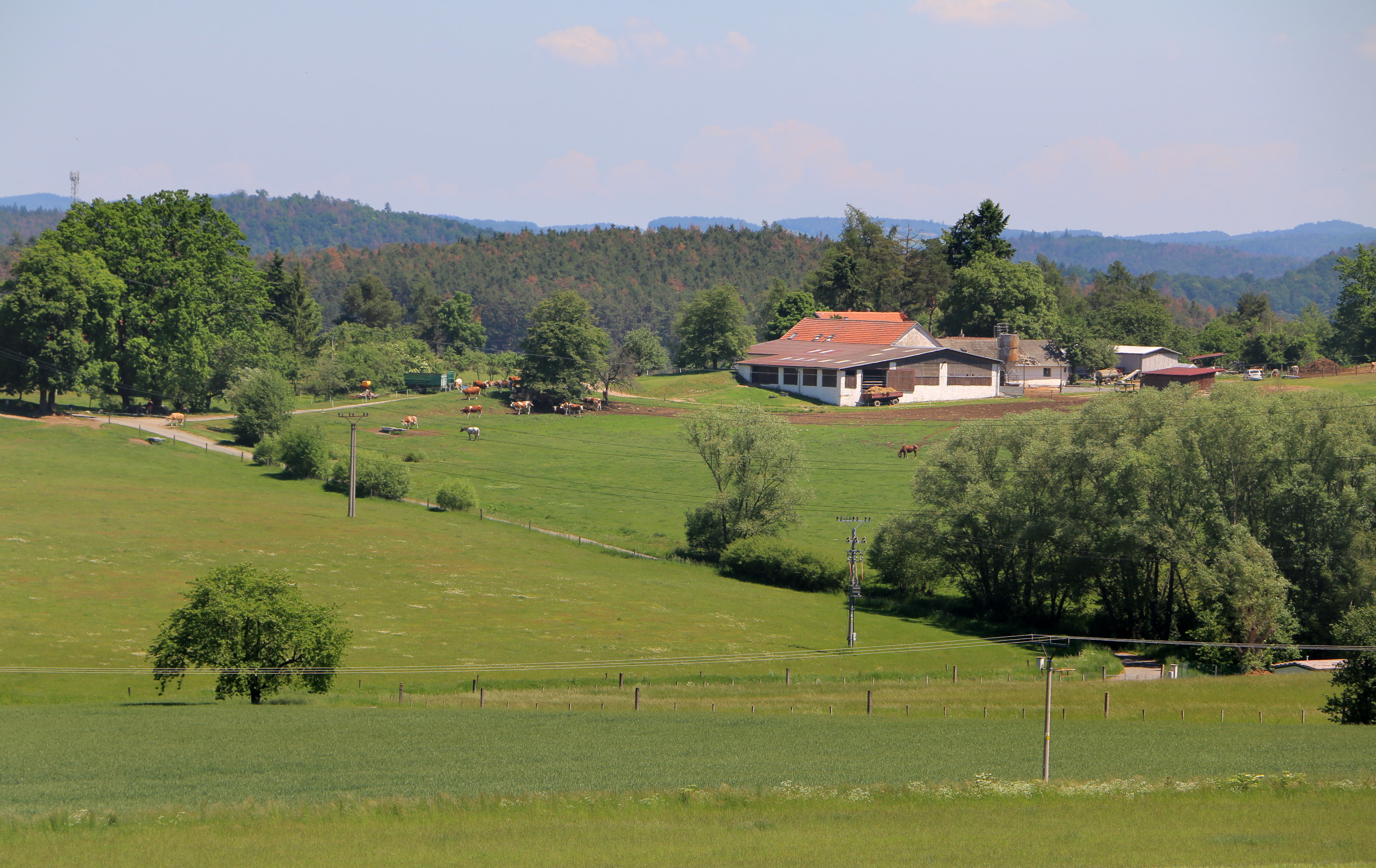
Zadní Háje
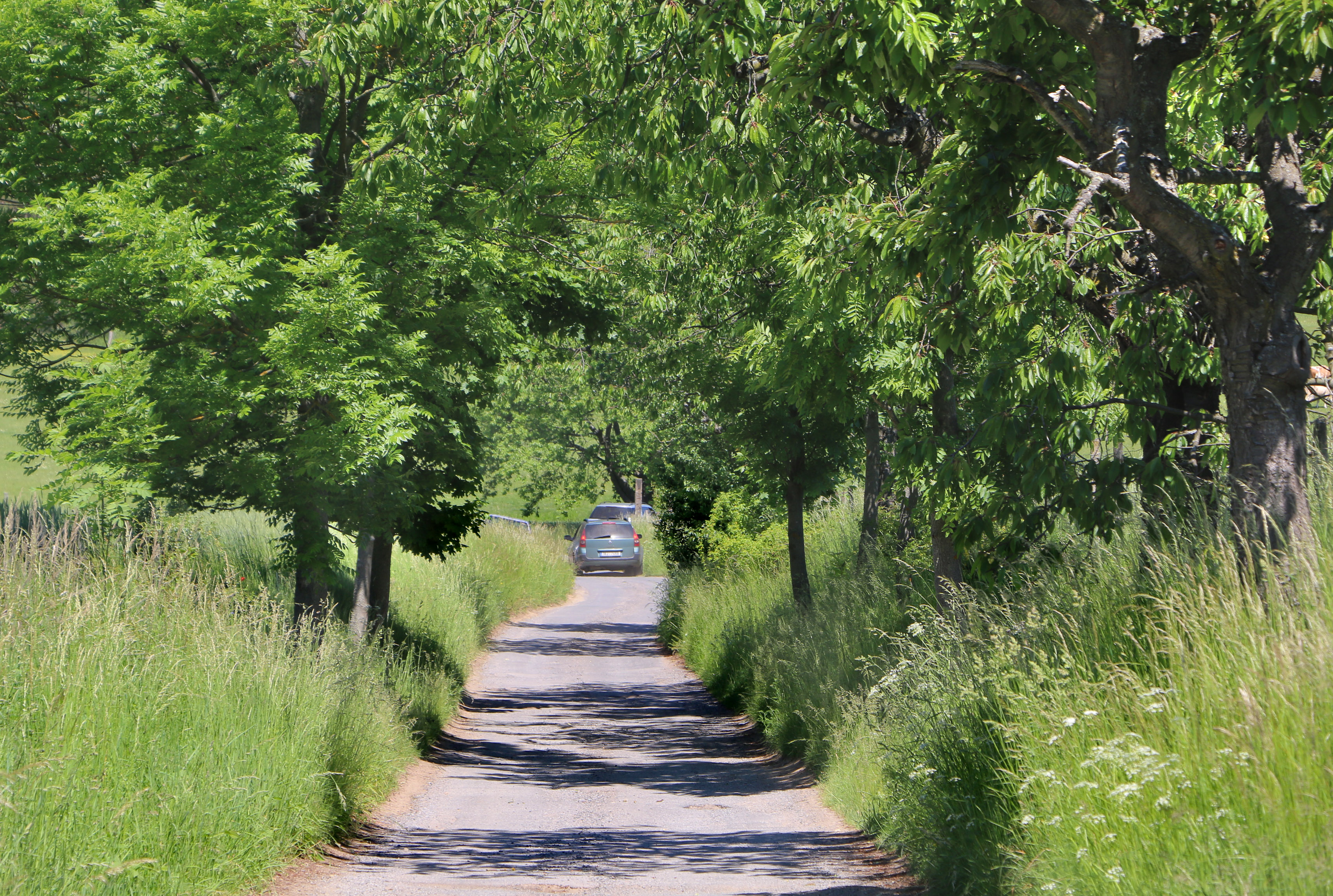
Silnice k Horním Hájům